# 비스워카강

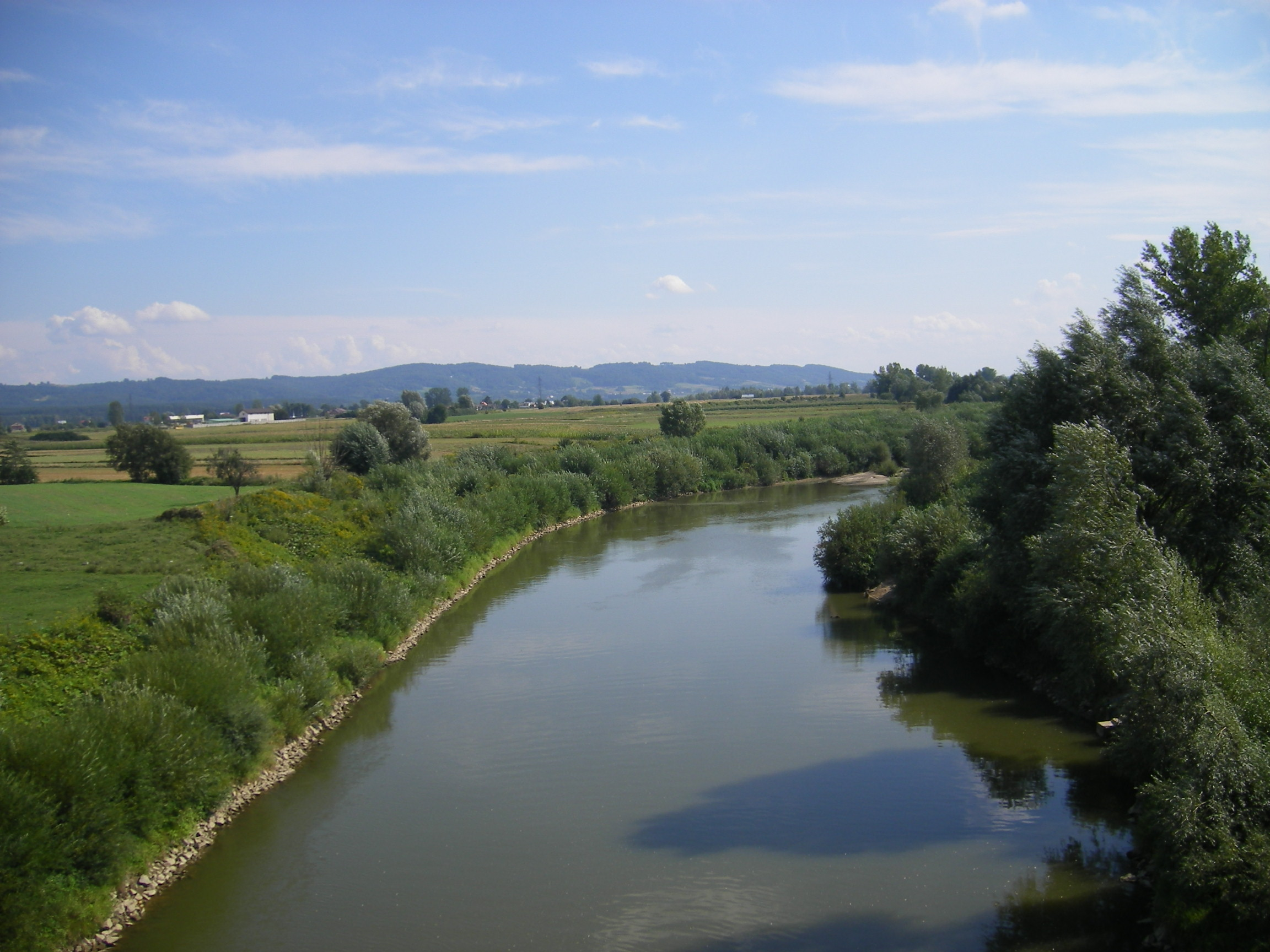
비스워카강

비스워카강(폴란드어: Wisłoka)은 폴란드 남동부의 강이다. 비스와강의 지류로, 길이는 173km, 유역 면적은 4,100 km2다.